# ده نذري (قلعة أصغر)
ده نذري (بالفارسية: ده نذری) هي قرية تقع في إيران في ناحية لاله زار. يقدر عدد سكانها بـ 209 نسمة بحسب إحصاء 2016.